# ولاية معمورة العزيز
ولاية معمورة العزيز (بالعثمانية: ولايت معمورة العزيز) ولاية عثمانية تقع في شرق الأناضول. تحدها من الشمال ولاية أرضروم ومن الشرق ولايتي بدليس وديار بكر ومن الجنوب ولاية حلب ومن الغرب ولاية سيواس. بلغ عدد سكان الولاية نحو 575,314 (حسب إحصاء 1885) فيما بلغت مساحة الولاية نحو 37,850 كم².

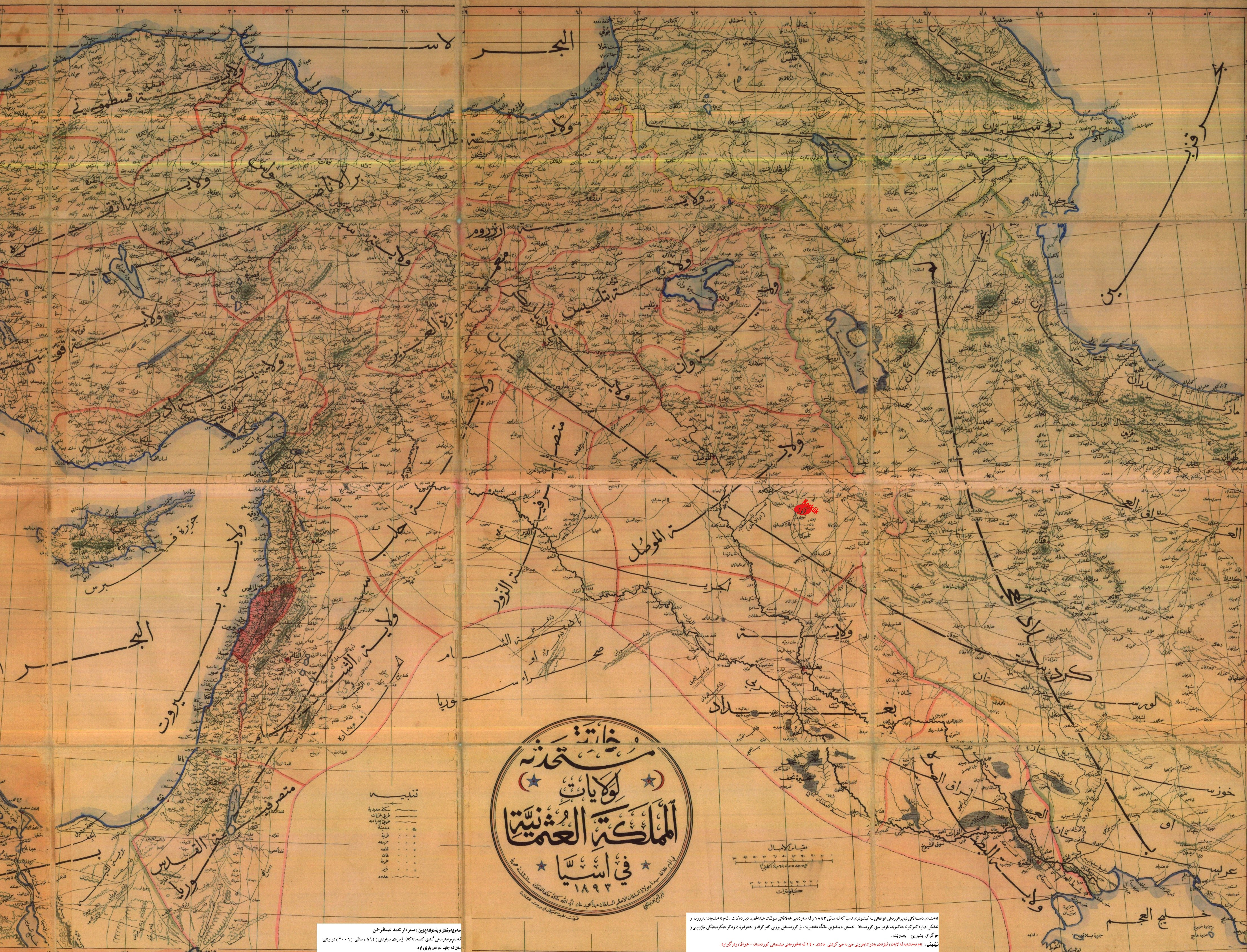
ولاية معمورة العزيز في خارطة الولايات العثمانية في المشرق العربي وشرق الأناضول